# Caroline Trentini
Caroline Trentini, née Caroline Aparecida Trentini le 6 juillet 1987 à Panambi, est un mannequin brésilien.

## Enfance
Caroline n'a qu'un an lorsque son père, Jacó Trentini, décède. Sa mère, Lourdes Trentini, l'élèvera seule avec ses deux sœurs, Franciele et Élen.

## Carrière
En 2000, elle est repérée dans sa ville natale à l'âge de treize ans par l'agent qui a découvert Gisele Bündchen, et part s'installer à São Paulo.
Peu de temps après, elle quitte São Paulo pour New York. Bien qu'elle ne sache pas parler l'anglais, elle apprend rapidement. 
Elle est ensuite photographiée par Juergen Teller pour la campagne publicitaire de la marque Marc by Marc Jacobs.
En 2004, Steven Klein la photographie topless dans une chambre froide pour le magazine Vogue. Elle devient végétarienne à cause de cet événement.
En mai 2007, elle pose en couverture du Vogue américain, qui a pour titre The World's Next Top Models, avec Doutzen Kroes, Raquel Zimmermann, Lily Donaldson, Sasha Pivovarova, Agyness Deyn, Coco Rocha, Hilary Rhoda, Chanel Iman et Jessica Stam.
La même année, elle apparaît dans les campagnes publicitaires de Oscar de la Renta, dont elle est l'égérie, Gucci Cruise, Dolce & Gabbana, Dsquared² et Mulberry.
Caroline a défilé pour de grandes marques telles que Louis Vuitton, Valentino, Versace, Chanel, Dior, Vera Wang, Ralph Lauren, Calvin Klein.
Elle est photographiée par Patrick Demarchelier pour le Calendrier Pirelli de 2008. Elle a d'ailleurs eu une relation avec Victor Demarchelier, fils du photographe, durant trois ans.
Elle a également défilé pour Victoria's Secret en 2005, 2006 et 2009. 
En mars 2012, Caroline Trentini se marie au photographe brésilien Fabio Bartelt, avec qui elle est en couple depuis 2010. Ensemble, ils ont deux garçons nés en 2013 et 2016.

## Campagnes publicitaires
Balenciaga, Bally, BCBG Max Azria, DKNY, Dolce & Gabbana, Escada, Gap, Gucci, H&M, J Mendel, Lacoste, Marc Jacobs, Max Mara, Moschino, Mulberry, Neiman Marcus, Oscar de la Renta, Sonia Rykiel for H&M, Sportmax, Topshop, Valentino, Versace et d'autres.

## Couvertures de magazines
- Vogue (France, et neuf autres éditions internationales)
- Elle (Brésil, France)
- Numéro (France, Japon, Corée)
- Flair (Italie)
- Harper's Bazaar (Brésil, Corée)
- Allure (Corée)
- Rolling Stone (Brésil)
- W (Corée)
- Pop (Espagne)